# San José del Palmar
San José del Palmar là một khu tự quản thuộc tỉnh Chocó, Colombia. Thủ phủ của khu tự quản San José del Palmar đóng tại San José del Palmar Khu tự quản San José del Palmar có diện tích 940 ki lô mét vuông. Đến thời điểm ngày 28 tháng 5 năm 2005, khu tự quản San José del Palmar có dân số 6244 người.